# Маленький солдат (мультфильм, 1947)
«Маленький солдат» — французский короткометражный мультфильм, снятый в 1947 году режиссёром Полем Гримо по мотивам сказки Х. К. Андерсена «Стойкий оловянный солдатик». Лауреат международной премии за лучший анимационный фильм 9-го Венецианского кинофестиваля (1948).

## Сюжет
Товары магазина игрушек – акробат и кукла – проявляют друг к другу симпатию. Вскоре первый, в связи с начавшейся реальной войной, мобилизуется вместе с солдатиками. Избежавший призыва игрушечный тролль пытается всячески понравится кукле. Однако та остаётся верна акробату. Через некоторое время возлюбленный возвращается, но тролль убивает его. Сердобольный снеговик подбирает беднягу и пускает его по реке на бумажном кораблике. Кукла догоняет и оживляет акробата. Тролль же в ходе создания помех для этого погибает. Счастливые возлюбленные уплывают.

## Дополнительные ссылки и литература
- «Маленький солдат» (англ.) на сайте Internet Movie Database
- William Moritz. Animation // The Oxford History of World Cinema / Ed. by Geoffrey Nowell-Smith. — Oxford University Press, 1997. — P. 275. — ISBN 9780198742425.
- Anne E. Duggan. The Fairy-Tale Film in France: Postwar Reimaginings // Fairy-Tale Films Beyond Disney: International Perspectives / Ed. by Jack Zipes, Pauline Greenhill, Kendra Magnus-Johnston. — Routledge, 2015. — P. 74. — ISBN 9781134628131.
- Richard Neupert. Paul Grimault and the Artist-Owned Animation Studio // French Animation History. — John Wiley & Sons, 2011. — ISBN 9781444392579.
- Sébastien Roffat. Animation et propagande: les dessins animés pendant la Seconde Guerre mondiale. — L'Harmattan, 2005. — P. 165-166. — ISBN 9782747585675.
- Jean-Pierre Pagliano. Paul Grimault: avec un entretien et de temoignages. — L'Herminier, 1986. — P. 16-18. — ISBN 9782862440538.
- Sébastien Denis. Le cinéma d'animation. — Armand Colin, 2011. — P. 126-128. — ISBN 9782200273460.
- Ralph Stephenson. La Bergere et Le Ramoneur // The Animated Film. — Tantivy Press, 1973. — P. 102. — ISBN 9780498012020.